# Königsberger Kunstverein

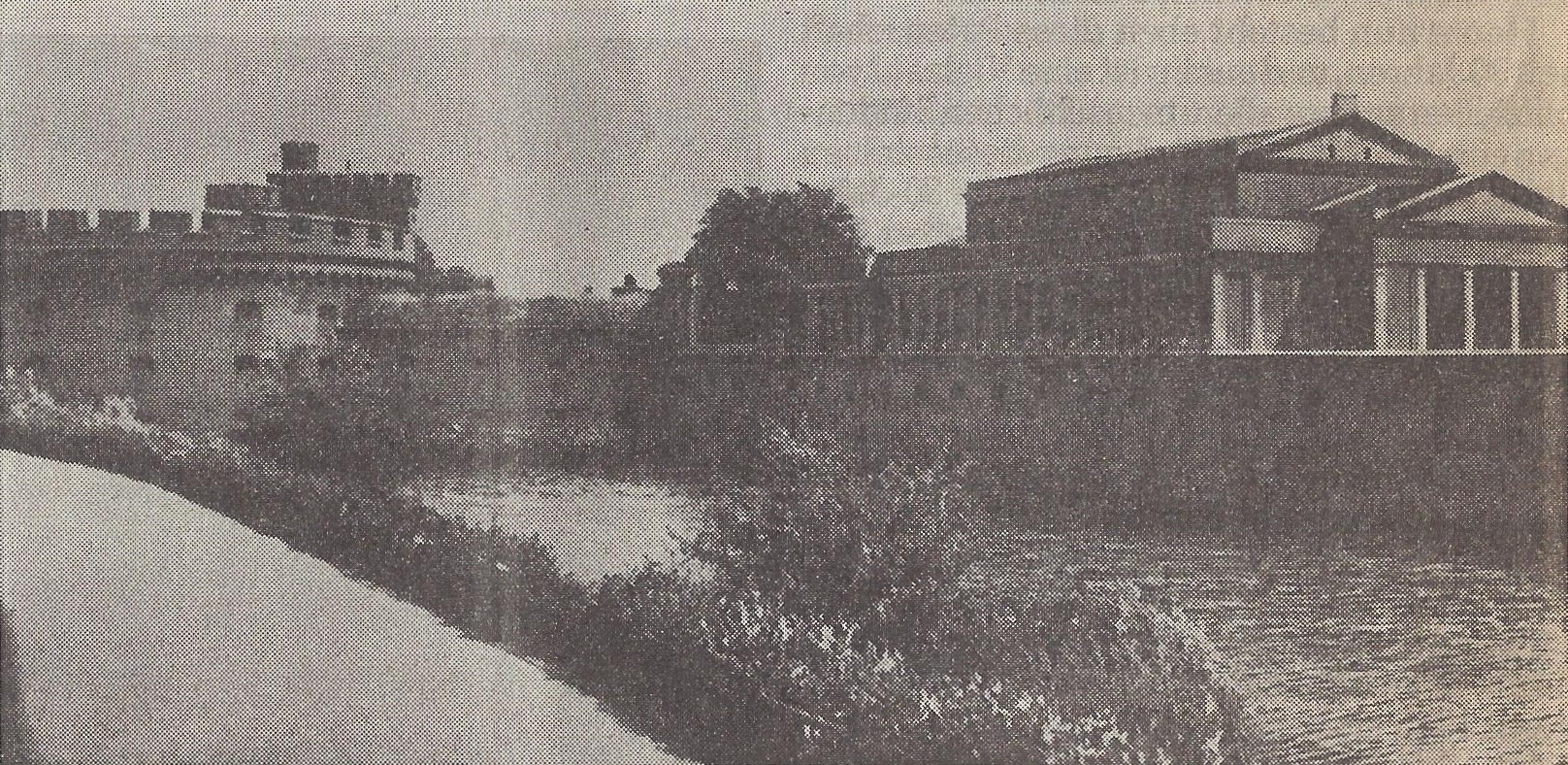
Vom Königsberger Kunstverein initiierte Kunsthalle beim Wrangelturm

Der Königsberger Kunstverein war einer der ältesten Kunstvereine in Deutschland.

## Geschichte
Ernst August Hagen gründete 1832 in Königsberg i. Pr. den Kunst- und Gewerbeverein. Bereits 1838 hatte er über 1000 Mitglieder. Ab 1845 nannte er sich nur noch Kunstverein. Er baute 1913 am Wrangelturm die Kunsthalle Königsberg. 1914 hatte der Verein 1.580 Mitglieder, vor dem Zweiten Weltkrieg etwa 400.
Der letzte Vorsitzende war Königsbergs Oberbürgermeister Hellmuth Will. Als Vorstandsmitglied diente Eduard Anderson dem Verein am längsten; er war von 1910 bis 1932 Schriftführer. Sein Nachfolger war Alfred Rohde.
Auch nach der Machtergreifung konnte der Verein seine Tätigkeit fortsetzen. Zu seinen regelmäßigen Ausstellungen gehörte Ostpreußenkunst.